# Luigi Capotorti
Luigi Capotorti (Molfetta, 1767 – San Severo, 1842) fou un compositor i violinista italià.
Va ser mestre de capella de diversos convents. La seva primera obra fou la farsa titulada Gli sposi in vissa, la qual s'estrenà amb bon èxit en el teatre Nuovo, de Nàpols, a la que li seguiren L'impegno superato, i en el Teatro San Carlo les òperes Ciro, Eneas in Cartagine, Gli Orazzi e Curiazzi, Marco Cuzio i Obbede ed Alamaro, i per fi, Ernesta e Carlino i Bref il Sordo, en el teatre dels Fiorentini.
Entre les seves obres de caràcter religiós destaca l'oratori Les plagues d'Egipte.